# 赤瀬川信号場
赤瀬川信号場（あかせがわしんごうじょう）は、鹿児島県阿久根市赤瀬川に所在する肥薩おれんじ鉄道の信号場である。

## 歴史
- 1975年（昭和50年）2月26日：日本国有鉄道が開設[1]。
- 1987年（昭和62年）4月1日：国鉄分割民営化により九州旅客鉄道が継承[1]。
- 2004年（平成16年）3月13日：九州新幹線開業に伴い肥薩おれんじ鉄道に移管。

## 構造
上り列車が分岐線側に入る。構内はカーブしている。有効長が400メートルと長めになっている。

## 隣の駅
肥薩おれんじ鉄道
■肥薩おれんじ鉄道線
折口駅 - 赤瀬川信号場 - 阿久根駅